# Прапроче (община Копер)
Вижте пояснителната страница за други значения на Прапроче.
Прапроче (на словенски: Praproče) е село в Словения, Обално-крашки регион, община Копер. Според Националната статистическа служба на Република Словения през 2002 г. селото има 23 жители.